# 221
Правління імператора Геліогабала в Римській імперії. У Китаї триває період трьох держав; постала Династія Шу, найбільшою державою на території Індії є Кушанська імперія, у Персії доживає останні роки Парфянське царство.
На території лісостепової України Черняхівська культура. У Північному Причорномор'ї готи й сармати.

## Події
- Імператор Геліогабал називає прийомним сином Александра Севера.
- Геліогабала змушують розлучитися з Аквілією Северою і одружитися з Аннією Фаустиною.

## Померли
- Чжан Фей